# Valentina Telegina
Valentina Telegina (Novočerkassk, 23 febbraio 1915 – Mosca, 4 ottobre 1979) è stata un'attrice sovietica.

## Biografia
Telegina nacque nel febbraio 1915 a Novocherkassk, capitale dei cosacchi del Don (ora oblast' di Rostov).
Nel 1937 si laureò all'Istituto di arti dello spettacolo di Leningrado, laboratorio di Sergei Gerasimov. Dal 1937 attrice del Teatro Lensoviet di San Pietroburgo, nel 1940-1941 del Teatro della flotta baltica. Nel cinema dal 1934.Ebbe  il suo primo ruolo importante come Motya Kotenkova nel film Komsomolsk di Sergei Gerasimov.
Dopo la guerra si trasferì a Mosca, lavorando al Gorky Film Studio dal 1946. Voleva incarnare il carattere della donna russa in tutta la sua diversità.
Valentina Petrovna Telegina morì il 4 ottobre 1979. Fu sepolta a Mosca nel cimitero di Mitinskoe.

## Filmografia parziale

### Attrice
- La casa dove abito (Dom, v kotorom ja živu), regia di Lev Aleksandrovič Kulidžanov e Jakov Segel' (1957)
- Veter, regia di Aleksandr Alov e Vladimir Naumovič Naumov (1959)
- Tri topolja na Pljuščiche, regia di Tat'jana Lioznova (1967)

## Premi
- Artista onorato della RSFSR
- Artista popolare della RSFSR